# نيكوس بابادوبولوس
نيكوس بابادوبولوس (باليونانية: Νίκος Παπαδόπουλος)‏ هو لاعب كرة قدم ومدرب كرة قدم يوناني في مركز الدفاع، ولد في 12 فبراير 1971 في Mavroneri Kilkis ‏ في اليونان. لعب مع أريس تسالونيكي وأوفي كريت وإيرغوتيليس وسكودا زانثي.